# Burigangafloden
Buriganga River är ett vattendrag i Bangladesh.   Det ligger i provinsen Dhaka, i den centrala delen av landet.
Trakten runt Buriganga River består till största delen av jordbruksmark. Runt Buriganga River är det mycket tätbefolkat, med 2 711 invånare per kvadratkilometer.

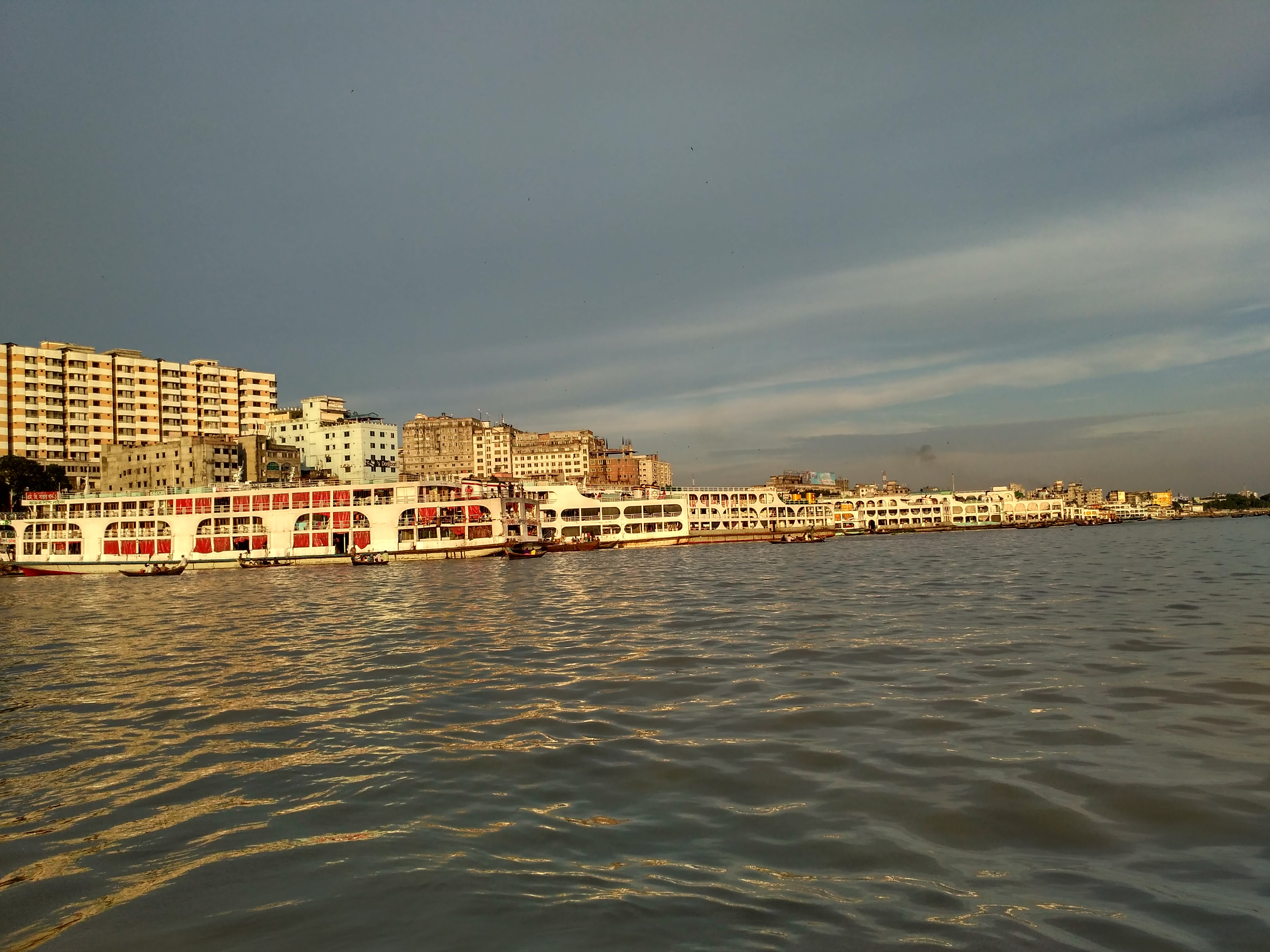
Buriganga River